# HD 114762 b
HD 114762 b (بالإنجليزية: HD 114762 b)‏ الذي يرمز له بالرمز HD 114762b، هو عملاق غازي، في كوكبة الهلبة، يتبع HD 114762 ‏.

## الاكتشاف
اكتشف في 1989، وكانت طريقة الاكتشاف Doppler spectroscopy.